# Kurzyślad

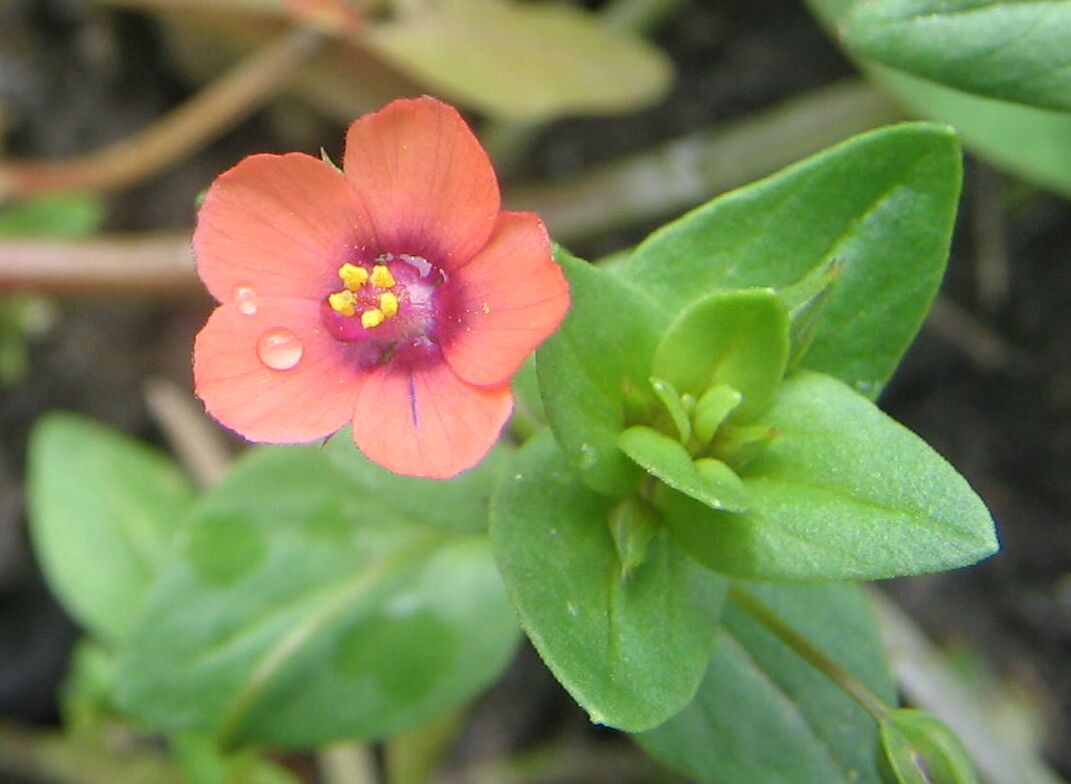
Kwiat kurzyśladu polnego

Kurzyślad (Anagallis L.) – rodzaj roślin z rodziny pierwiosnkowatych, zagnieżdżony w obrębie rodzaju tojeść Lysimachia i włączany także do niego w randze podrodzaju. Obejmuje ok. 28–34 gatunki. Występują one w Ameryce Północnej, Środkowej i Południowej, w Europie, Azji i Afryce. W Polsce występują jako zadomowione antropofity: kurzyślad polny A. arvensis i  kurzyślad błękitny Anagallis foemina oraz przejściowo dziczejący – kurzyślad wątły A. tenella. Rodzimym gatunkiem jest kurzyślad maleńki (niedośpiałek maleńki) A. minima w polskojęzycznym piśmiennictwie zwykle włączany do wyróżnianego w XX wieku rodzaju Centunculus jako C. minimus.

## Morfologia
PokrójNiskie rośliny jednoroczne lub byliny. Pęd płożący lub prosto wzniesiony, zwykle nagi, prosty lub rozgałęziony.
LiścieNaprzeciwległe, skrętoległe lub okółkowe. Krótkoogonkowe lub siedzące. Blaszka jajowata, eliptyczna do lancetowatej, całobrzega lub drobno karbowana. Wierzchołek ostry lub tępy.
KwiatyPięciokrotne, wyrastają pojedynczo w kątach liści. Kielich z działkami rozciętymi niemal do nasady i rozpostartymi. Płatki czerwone, niebieskie, białe o bardzo krótkiej rurce, w pąku zwinięte. Pręciki osadzone są u nasady korony, mają zwykle omszone nitki. Zalążnia jajowata z nitkowatą szyjką słupka i główkowatym znamieniem.
OwoceKulistawe, wielonasienne torebki.

## Systematyka
Rodzaj należy do podrodziny Myrsinoideae w obrębie rodziny pierwiosnkowatych Primulaceae. Włączany jest do niego dawniej wyodrębniany monotypowy rodzaj Centunculus z gatunkiem kurzyślad maleńki (dawniej niedośpiałek maleńki Centunculus minimus).
Analizy filogenetyczne wskazują na zagnieżdżenie rodzaju Anagallis oraz Asterolinon i Pelletiera w obrębie rodzaju tojeść Lysimachia (sekcja Lerouxia). Niektórzy autorzy rekomendują włączenie wszystkich tych roślin do rodzaju Lysimachia. Alternatywą jest rozbicie rodzaju Lysimachia na liczne drobne rodzaje i wówczas do rodzaju Anagallis sugeruje się włączenie małych rodzajów: Asterolinon i Pelletiera, jak również dwóch gatunków z rodzaju tojeść (Lysimachia nemorum i Lysimachia serpyllifolia).
Wykaz gatunków
- Anagallis acuminata Welw. ex Schinz
- Anagallis alternifolia Cav.
- Anagallis amplexicaulis Larrañaga
- Anagallis angustiloba (Engl.) Engl.
- Anagallis arvensis L. – kurzyślad polny
- Anagallis barbata (P.Taylor) Kupicha
- Anagallis baumii R.Knuth
- Anagallis brevipes P.Taylor
- Anagallis crassifolia Thore
- Anagallis elegantula P.Taylor
- Anagallis filifolia Engl. & Gilg
- Anagallis filiformis Cham. & Schltdl.
- Anagallis foemina Mill. – kurzyślad błękitny
- Anagallis gracilipes P.Taylor
- Anagallis hexamera P.Taylor
- Anagallis huerneri H.E.Hess
- Anagallis huttonii Harv.
- Anagallis kingaensis Engl.
- Anagallis kochii H.E.Hess
- Anagallis minima (L.) E.H.L.Krause – kurzyślad maleńki, niedośpiałek maleńki
- Anagallis monelli L.
- Anagallis myrtifolia Kostel.
- Anagallis nummulariifolia Baker
- Anagallis oligantha P.Taylor
- Anagallis peploides Baker
- Anagallis platyphylla Baudo
- Anagallis pumila Sw.
- Anagallis rhodesica R.E.Fr.
- Anagallis rubricaulis Bojer ex Duby
- Anagallis schliebenii Knuth & Mildbr.
- Anagallis serpens Hochst. ex Duby
- Anagallis tenella (L.) L. – kurzyślad wątły
- Anagallis tenuicaulis Baker
- Anagallis tsaratananae M.Peltier
- Anagallis uruguayensis Arechav.